# Bad Manners
Bad Manners er et engelsk two tone ska band. De blev hurtigt den britiske popscenes favoritter gennem deres skaldede korpulente forsangers narrestreger på scenen, hvilket førte til en tidlig eksponering via optræden i Top of the Pops og optræden i live-dokumentarfilmen Dance Craze.
Med Buster Bloodvessel (født Douglas Trendle) i forgrunden blev Bad Manners dannet i 1976, mens medlemmerne gik sammen i Woodberry Down School i nærheden af Manor House i det nordlige London. Bad Manners var på toppen af deres popularitet i begyndelsen af 1980'erne, i en periode hvor andre ska revival bands som Madness, The Specials og The Selecter fyldte hitlisterne. Bad Manners tilbragte 111 uger i UK Singles Chart mellem 1980 og 1983. og de opnåede også succes på hitlisterne med deres fire første albums, hvor Gosh It's... Bad Manners, Loonee Tunes ! og Ska 'n' B værende deres største sælgere.